# Ørestad
Ørestad is een deel van de Deense hoofdstad Kopenhagen. Het is gelegen op het eiland Amager, ten zuiden van het centrum van de stad. Ørestad bestaat uit vier buurten: Ørestad-Zuid, Ørestad-City, Amager Fælled en Ørestad-Noord.
De wijk is een geheel nieuw en gebouwd naar aanleiding van de aanleg van de Sontbrug. Dwars door Ørestad loopt metrolijn M1 van de Kopenhaagse metro, met de haltes Sundby, Bella Center, Ørestad en Vestamager. De aanleg van deze metro wordt gedeeltelijk gefinancierd met de opbrengsten van de verkoop van grond in Ørestad. Ook de DSB heeft een treinstation in Ørestad op de lijn Københavns Hovedbanegård - Københavns Lufthavn - Malmö
In Ørestad is onder andere te vinden:
- Field's, het grootste winkelcentrum van Scandinavië
- Delen van de Universiteit van Kopenhagen
- Tietgenkollegiet, een studentenhuisvestingscomplex
- De nieuwe tv-studio's van de Deense staatsomroep Danmarks Radio, genaamd DR Byen
- Het Deens ministerie van cultuur
- Het congrescentrum Bella Center, dat al bestond voor de aanleg van Ørestad

- Gemeinsame Normdatei: 4687570-0
- Virtual International Authority File: 238784266
- WorldCat: E39PBJm4W3krtXVhXXPxmctHYP